# Municipio de Bourret
El municipio de Bourret (en inglés: Bourret Township) es un municipio ubicado en el condado de Gladwin en el estado estadounidense de Míchigan. En el año 2010 tenía una población de 461 habitantes y una densidad poblacional de 5,44 personas por km².

## Geografía
El municipio de Bourret se encuentra ubicado en las coordenadas 44°6′11″N 84°14′45″O / 44.10306, -84.24583. Según la Oficina del Censo de los Estados Unidos, el municipio tiene una superficie total de 84.76 km², de la cual 83,75 km² corresponden a tierra firme y (1.19 %) 1 km² es agua.

## Demografía
Según el censo de 2010, había 461 personas residiendo en el municipio de Bourret. La densidad de población era de 5,44 hab./km². De los 461 habitantes, el municipio de Bourret estaba compuesto por el 93,28 % blancos, el 1,3 % eran afroamericanos, el 2,82 % eran amerindios, el 0,87 % eran de otras razas y el 1,74 % eran de una mezcla de razas. Del total de la población el 1,52 % eran hispanos o latinos de cualquier raza.